# Departamento de Jalapa
Jalapa, oficialmente el Departamento de Jalapa, es uno de los veintidós departamentos que conforman Guatemala, se encuentra situado en la región Centro-Oriente de Guatemala. Limita al norte con los departamentos de El Progreso y Zacapa; al sur con los departamentos de Jutiapa y Santa Rosa; al este con el departamento de Chiquimula; y al oeste con el departamento de Guatemala. La cabecera departamental de Jalapa se encuentra aproximadamente a una distancia de 96 km de la ciudad capital vía Sanarate y una distancia aproximada de 168 km vía Jutiapa - Santa Rosa.

## Toponimia
Muchos de los nombres de los municipios y poblados de Guatemala constan de dos partes: el nombre del santo católico que se venera el día en que fueron fundados y una descripción con raíz náhuatl; esto se debe a que las tropas que invadieron la región en la década de 1520 al mando de Pedro de Alvarado estaban compuestas por soldados españoles y por indígenas tlaxcaltecas. El topónimo «Jalapa» proviene de dos raíces náhuatl, «xal» (español:«arena») y «pan» (español:«arriba»), que significan «lugar sobre arena». El nombre Jalapa también es el nombre de una localidad en Nicaragua y en México.

## Historia
Después de los terremotos de Santa Marta en 1773 que destruyeron totalmente la capital —Santiago de los Caballeros de Guatemala—, se pensó en su traslado a los valles de Jalapa y se nombró una comisión para que pasara a inspeccionar los valles de Jumay y de Jalapa con el objeto de escoger el sitio más apropiado. En el informe preparado por la comisión presidida por el Oidor Decano, Juan González Bustillo, e integrada por maestro Bernardo Ramírez, indicaban que el clima era benigno, la topografía se consideraba a propósito para edificar una gran ciudad, pero había escasez de agua potable, lo cual fue una de las principales razones para que el proyecto no se aceptara y que después de otros estudios se decidió que se haya fijado la capital en el lugar actual. fue creado departamento en 1873 cuando se separó de Jutiapa 

### Tras la Independencia de Centroamérica

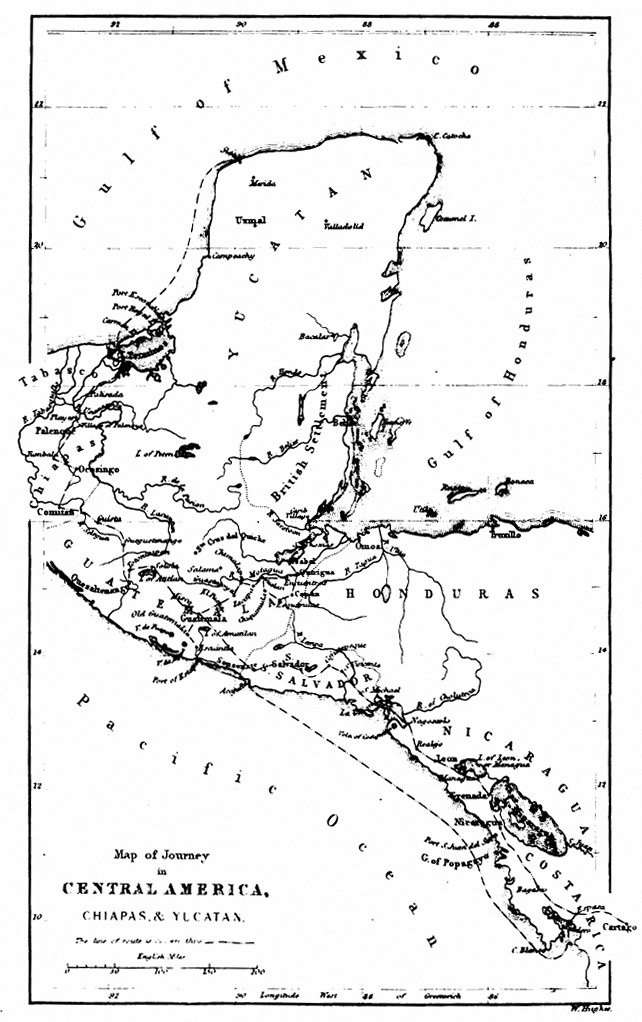
Mapa de Guatemala en 1839, elaborado por el arquitecto británico Frederick Catherwood, quien visitó Guatemala en compañía del explorador estadounidense John Lloyd Stephens en comisión del presidente de los Estados Unidos, Martin Van Buren.

La Asamblea Constituyente del Estado de Guatemala por medio del decreto n.º 289 del 4 de noviembre de 1825, dividió el territorio del Estado de Guatemala en siete departamentos, correspondiendo al de Chiquimula todos los pueblos y valles del antiguo Corregimiento de Chiquimula y Zacapa. El artículo 6.° del mencionado decreto dividió el departamento de Chiquimula en siete distritos: Zacapa, Acasaguastlán, Esquipulas, Chiquimula, Sansaria, Jalapa y Mita, siendo sus respectivas cabeceras: Zacapa, San Agustín, Guastatoya, Esquipulas, Chiquimula, Jalapa y Mita.
El decreto de la Asamblea Constituyente del 12 de septiembre de 1839, a raíz de los sucesos en Los Altos, dividió al país en siete departamentos: Guatemala, Sacatepéquez, Chimaltenango, Escuintla, Mita, Chiquimula, y Verapaz, así como dos distritos separados inmediata dependencia del Gobierno: Izabal y Petén. Por el citado decreto, Jalapa quedó dentro de la jurisdicción territorial de Mita. Posteriormente, el decreto del 23 de febrero de 1848 dividió a Mita en tres distritos: Jutiapa, Santa Rosa y Jalapa, quedando el pueblo de Jalapa como cabecera de este último; Sanarate, Sansaria, San Pedro Pinula, Santo Domingo, Agua Blanca, El Espinal, Alzatate, y Jutiapilla, quedando separado del distrito de Jutiapa por el río que salía del Ingenio hasta la laguna de Atescatempa.

### Creación del distrito de Jalapa
La República de Guatemala fue fundada por el gobierno del presidente capitán general Rafael Carrera el 21 de marzo de 1847 para que el hasta entonces Estado de Guatemala pudiera realizar intercambios comerciales libremente con naciones extranjeras. El 25 de febrero de 1848 la región de Mita fue segregada del departamento de Chiquimula, convertida en departamento y dividida en tres distritos: Jutiapa, Santa Rosa y Jalapa.  Específicamente, el distrito de Jalapa incluyó Jalapa como cabecera, Sanarate, Sansaria, San Pedro Pinula, Santo Domingo, Agua Blanca, El Espinal, Alzatate y Jutiapilla, quedando separado del distrito de Jutiapa por el río que salía del Ingenio hasta la laguna de Atescatempa.
Debido a que para formar los distritos de Jalapa y Jutiapa se tomaron algunos pueblos a Chiquimula y a Escuintla, al suprimirse dichos distritos por el decreto del Gobierno del 9 de octubre de 1850, volvieron a los departamentos de donde se habían segregado, por lo que Jalapa retornó a su anterior condición de dependencia de Jutiapa hasta el 24 de noviembre de 1873 en que se estableció el nuevo departamento de Jalapa.

### Creación del departamento de Jalapa

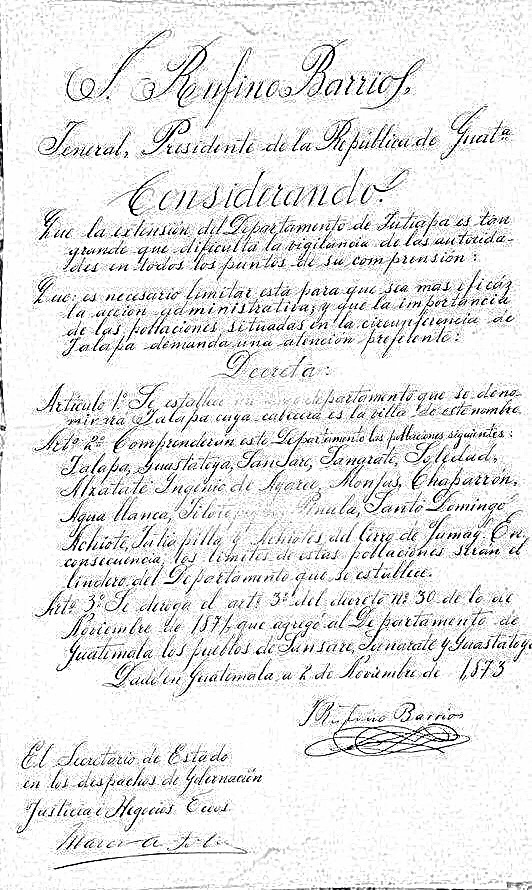
Facsímil del decreto de creación del Departamento de Jalapa en 1873.

| Decreto N.º 107 Considerando: que la extensión del Departamento de Jutiapa es tan grande que dificulta la vigilancia de las autoridades en todos los puntos de su comprensión; que es necesario limigar esta para que sea más eficaz la acción administrativa; y que la importancia de las poblaciones situadas en la circunferencia de Jalapa demanda una atención preferente, Decreto, 1. Se establece un nuevo Departamento que se denominará de Jalapa, cuya cabecera es la villa de este nombre. 2. Compondrán este Departamento las poblaciones siguientes: Jalapa, Guastatoya, Sansare, Sanarate, Soledad, Alzatate, Ingenio de Ayarce, Monjas, Chaparrón, Agua Blanca, Jilotepeque, Pinula, Santo Domingo, Achiote, Jutiapilla, y Achiotes del Cerro de Jumay. En consecuencia los límites de estas poblaciones serán el lindero del Departamento que se establece. 3. Se deroga el artículo 3.º del decreto número 30 de 10 de noviembre de 1871, que agregó al Departamento de Guatemala los pueblos de Sansare, Sanarate y Guastatoya. Dado en Guatemala, a veinticuatro de noviembre de mil ochocientos setenta y tres. —Justo Rufino Barrios El Secretario de los despachos de Gobernación, Justicia y Negocios Eclesiásticos: Marco Aurelio Soto Recopilación de las Leyes de la República de Guatemala, 1871-1881 |

### Creación de la diócesis de Jalapa
La Diócesis de Jalapa fue erigida el 30 de abril de 1951, pero dado a conocer el 11 de marzo anterior. Ahora los departamentos de Jalapa, Jutiapa, y El Progreso, con sede en la ciudad de Jalapa pertenecen a este obispado. Su primer Obispo fue Monseñor Miguel Ángel García Arauz, el segundo Obispo Monseñor Jorge Mario Ávila del Águila y el actual Obispo es Monseñor Julio Cabrera Ovalle.

## Geografía física
Por su configuración geográfica que es bastante variada debido a la topografía del departamento, Jalapa tiene también consigo diversidad de climas. Se puede decir que generalmente es templado y sano, siendo frío en las partes elevadas, al extremo que en algunos años durante los meses de diciembre y enero se forma escarcha.

### Hidrografía
El departamento de Jalapa es irrigado por varios ríos entre los cuales se encuentra Jalapa, El Grande o Guastatoya, El Monjas, El Colorado, El Ostúa, y El Plátanos, así como otros de menor importancia. Asimismo, se encuentran Las Lagunas: Escondida en Mataquescuintla y Del Hoyo en Monjas.

### Topografía
Jalapa presenta topografía diversa, lo que contribuye que sus terrenos sean montañosos y sus alturas varíen entre los 1720 m s. n. m. en San Carlos Alzatate y los 800 m s. n. m. en San Luis Jilotepeque. Por el sur de este departamento penetra el ramal de la Sierra Madre, el cual toma diversos nombres locales según sus montañas como de El Norte y la Cumbre en San Pedro Pinula, la de Güisitepeque en San Manuel Chaparrón; y la Del Aguacate en San Carlos Alzatate. También están los siguientes volcanes: Jumay y Cerro Mojón en el municipio de Jalapa; el volcán Monterrico entre los municipios de San Pedro Pinula y San Manuel Chaparrón; el volcán de Alzatate en San Carlos Alzatate, el cerro de la Lagunilla en San Luis Jilotepeque.
Existen altiplanicies y hermosos valles, así como cerros, colinas, desfiladeros y barrancos cubiertos de variada vegetación, aunque muchos de estos bosques han ido desapareciendo por la tala inmoderada, lo que ha contribuido a la escasez de agua para irrigación.

### Zonas de vida vegetal
En el departamento de Jalapa, debido a su topografía, pueden encontrarse 5 zonas de vida vegetal, de acuerdo con la clasificación propuesta por Leslie Holdridge en el año de 1978.
- bs-S Bosque Seco Subtropical
- bh-S(t) Bosque Húmedo Subtropical Templado
- bmh-Sİ Bosque Muy Húmedo Subtropical Cálido
- bh-MB Bosque Húmedo Montano Bajo Subtropical
- bmh-MB Bosque Muy Húmedo Montano Bajo Subtropical

### Áreas protegidas
Entre las que se zonas que se han declarado para Jalapa como áreas de protección especial, tenemos las siguientes:
- El volcán Alzatate
- El volcán Jumay
- El volcán Monterrico

### Vías de comunicación
Entre las principales rutas nacionales que atraviesan el departamento están: la Ruta Nacional 19, que lo comunica con El Progreso y Jutiapa; también está la ruta nacional 18 que desde la capital lleva a Esquipulas en el departamento de Chiquimula. Cuenta también con rutas departamentales, municipales y veredas que lo comunican con todos los poblados rurales y departamentos vecinos.

### Geología
En el departamento de Jalapa los suelos iniciaron su formación en el Período Terciario, por contener restos de Rocas Volcánicas sin dividir, predominantemente Mio-Plioceno, incluye tobas, colados de lava, material y sedimentos volcánicos, esto para la mayoría del territorio, sufriendo también transformaciones en el Período Cuaternario y con Aluviones Cuaternarios.

### Capacidad productiva de la tierra
Para evidenciar con qué capacidad productiva de terreno se cuenta en este departamento, en Guatemala de acuerdo con el Departamento de Agricultura de los Estados Unidos de Norteamérica, existen 8 clases de clasificación de capacidad productiva de la tierra, en función de los efectos combinados del clima y las características permanentes del suelo. De estas 8 clases agrológicas la I, II, III Y IV son adecuadas para cultivos agrícolas con prácticas culturales específicas de uso y manejo; las clases V, VI, y VII pueden dedicarse a cultivos perennes, específicamente bosques naturales o plantados; en tanto que la clase VIII se considera apta sólo para parques nacionales, recreación y para la protección del suelo y la vida silvestre.
En el departamento de Jalapa existen 6 niveles de capacidad productiva de la tierra, según estudios efectuados en el suelo y son:
1 El nivel III que son tierras cultivables sueltas a medianas limitaciones, aptas para el riego con cultivos muy rentables, con topografía plana a ondulada o suavemente inclinada, productividad mediana, con prácticas intensivas de manejo;
2 El nivel IV que son tierras cultivables sujetas a severas limitaciones permanentes no aptas para el riego, salvo en condiciones especiales, con topografía plana o inclinada, aptas para pastos y cultivos perennes que requieren prácticas intensivas de manejo, de productividad de mediana a baja.
3 El nivel V son tierras catalogadas como no cultivables, salvo para arroz en áreas específicas, principalmente aptas para pastos, bosques o para desarrollo de la vida silvestre, factores limitantes muy severos para cultivos, generalmente drenaje y pedregosidad con topografía plana a inclinada.
4 El nivel VI consta de tierras no cultivables, salvo para cultivos perennes y de montaña, principalmente para fines forestales y pastos, con factores limitantes muy severos, con profundidad y rocosidad, de topografía ondulada fuerte y quebrada, y fuerte pendiente; y
5 El nivel VII son tierras no cultivables, aptas solamente para fines de uso o explotación forestal, de topografía muy fuerte y quebrada con pendiente inclinada.
6 El nivel VIII que son tierras no aptas para todo cultivo, aptas solo para parques nacionales, recreación y vida silvestre, y para protección de cuencas hidrográficas, con topografía muy quebrada, escarpada o playones inundables.

## División administrativa
El departamento de Jalapa se encuentra dividido en 7 municipios que son:
1. Jalapa
2. Mataquescuintla
3. Monjas
4. San Carlos Alzatate
5. San Luis Jilotepeque
6. San Pedro Pinula
7. San Manuel Chaparrón

### Población de Jalapa según municipio
| N. | Municipio            | Población (2018) |
| -- | -------------------- | ---------------- |
| 1  | Jalapa               | 159,840          |
| 2  | San Pedro Pinula     | 61,908           |
| 3  | Mataquescuintla      | 41,848           |
| 4  | Monjas               | 27,354           |
| 5  | San Luis Jilotepeque | 24,679           |
| 6  | San Carlos Alzatate  | 18,977           |
| 7  | San Manuel Chaparrón | 8,317            |
| -  | Jalapa               | 342,923          |

## Desarrollo
El informe de desarrollo humano publicado en 2022, La celeridad del cambio, una mirada territorial del desarrollo humano 2002 – 2019, donde se observó el cambio y el avance que ha habido en el país entre 2002 y 2019. El Departamento de Jalapa se ubicó en el decimoséptimo puesto de 22 departamentos, Jalapa ha crecido más que la media pasando de 0,506 a 0,617 en IDH . 6 municipios tienen IDH Medio y 1 IDH Bajo. Monjas es el municipio con el desarrollo más alto con 0,663 y San Pedro Pinula el más bajo con 0,546.
| N. | Municipio            | IDH 2018 | IDH 2002 |
| -- | -------------------- | -------- | -------- |
| 1  | Monjas               | 0,663    | 0,555    |
| 2  | San Manuel Chaparrón | 0,652    | 0,573    |
| 3  | San Luis Jilotepeque | 0,638    | 0,508    |
| 4  | Jalapa               | 0,632    | 0,537    |
| 5  | Mataquescuintla      | 0,613    | 0,503    |
| 6  | San Carlos Alzatate  | 0,579    | 0,460    |
| 7  | San Pedro Pinula     | 0,546    | 0,411    |
| -  | Jalapa               | 0,617    | 0,506    |

| N. | Municipio            | IDH Según Indicadores | IDH Según Indicadores | IDH Según Indicadores |
| N. | Municipio            | Salud                 | Educación             | Nivel de Vida         |
| -- | -------------------- | --------------------- | --------------------- | --------------------- |
| 1  | Monjas               | 0,881                 | 0,498                 | 0,664                 |
| 2  | San Manuel Chaparrón | 0,868                 | 0,491                 | 0,650                 |
| 3  | San Luis Jilotepeque | 0,830                 | 0,487                 | 0,683                 |
| 4  | Jalapa               | 0,808                 | 0,478                 | 0,655                 |
| 5  | Mataquescuintla      | 0,820                 | 0,447                 | 0,627                 |
| 6  | San Carlos Alzatate  | 0,788                 | 0,415                 | 0,593                 |
| 7  | San Pedro Pinula     | 0,719                 | 0,377                 | 0,601                 |
| -  | Jalapa               | 0,816                 | 0,456                 | 0,639                 |

### Población que vive en el departamento según IDH
| N. | Municipio            | IDH 2018 | Población (2018) | Según Desarrollo |
| -- | -------------------- | -------- | ---------------- | ---------------- |
| 1  | Monjas               | 0,663    | 27,354           | 281,015          |
| 2  | San Manuel Chaparrón | 0,652    | 8,317            | 281,015          |
| 3  | San Luis Jilotepeque | 0,638    | 24,679           | 281,015          |
| 4  | Jalapa               | 0,632    | 159,840          | 281,015          |
| 5  | Mataquescuintla      | 0,613    | 41,848           | 281,015          |
| 6  | San Carlos Alzatate  | 0,579    | 18,977           | 281,015          |
| 7  | San Pedro Pinula     | 0,546    | 61,908           | 61,908           |
| -  | Jalapa               | 0,617    | 0,617            | 0,617            |

## Idioma
Aparte de que se habla el idioma español, el idioma indígena predominante es el idioma pocomam, aunque se encuentra en vías de extinción, pues solamente lo hablan algunos ancianos en los municipios de San Pedro Pinula, San Luis Jilotepeque, Mataquescuintla y San Carlos Alzatate.

## Religión
| Religión en Jalapa (2018)  | Religión en Jalapa (2018)  | Religión en Jalapa (2018) | Religión en Jalapa (2018) | Religión en Jalapa (2018) |
| -------------------------- | -------------------------- | ------------------------- | ------------------------- | ------------------------- |
| Religión                   | Religión                   |                           | Porcentaje                | Porcentaje                |
| Católicos                  | Católicos                  |                           | 62.9 %                    | 62.9 %                    |
| Protestantes y Evangélicos | Protestantes y Evangélicos |                           | 35.5 %                    | 35.5 %                    |
| Sin Religión               | Sin Religión               |                           | 1 %                       | 1 %                       |
| Otras religiones           | Otras religiones           |                           | 0.6 %                     | 0.6 %                     |

En Jalapa destacan el Catolicismo y el Protestantismo. El Catolicismo representa el 62.9% de la población y el protestantismo representa el 35.5% dividido en muchas denominaciones, Mientras que el 1% de la población no pertenece a ninguna religión y el 0.6% pertenecen a otras religiones

## Economía
El departamento de Jalapa respalda su economía en diversas actividades comerciales, las que también se ven influenciadas por las mismas condiciones del terreno, sobre todo en la rama agrícola, pues existe la producción de diversidad de cultivos de acuerdo a los climas variados existentes por la topografía del terreno, y entre estos tenemos la producción de maíz, fríjol, arroz, papa, yuca, chile, café, banano, tabaco, caña de azúcar, trigo, etc. En cuanto las actividades pecuarias, se tiene la crianza de ganado vacuno, caballar y porcino; también se destaca la elaboración de los productos lácteos, la panela, el beneficiado de café, productos de cuero; y lo que es la actividad artesanal, se distingue con la producción de tejidos de algodón, cerámica tradicional, cerámica vidriada, jarcia, muebles de madera, productos de palma, teja y ladrillo de barro, cerería, cohetes, instrumentos musicales, productos de jícara, etc.
En el departamento de jalapa (del 100% de su población) tiene un 67.2% en pobreza o un 22.3% en pobreza extrema según datos del PNUD 2014 

## Centros Turísticos y Arqueológicos
El departamento de Jalapa cuenta con varios lugares turísticos naturales como lo es: Las Cascadas de Tatasirire, La Laguna de Achiotes Jumay, El Salto, El Paraíso, El Balneario Los Chorros y el de Agua Tibia en San Pedro Pinula, los balnearios de Agua Caliente y los Encuentros, la laguna del Hoyo, el balneario Agua Tibia y el río Mojarritas en Monjas; los balnearios de El Cajón, Ignacio y Taburetes en San Manuel Chaparron, el balneario San Juan en San Carlos Alzatate, etc.
En este departamento también se encuentra varios centros históricos como las Ruinas Coloniales del Ingenio de Ayarza en el municipio de Jalapa; la Iglesia Colonial de San Luis Jilotepeque, etc.

## Fiestas Patronales
- Monjas: 2 de febrero, Virgen de Candelaria.
- San Carlos Alzatate: 15 de marzo, San Raymundo Abad.
- San Manuel Chaparrón: 15 de marzo, San Raymundo Abad.
- Jalapa: 3 de mayo, La Santa Cruz; del 8 al 15 de septiembre, La feria titular de Jalapa, por acuerdo gubernativo 767-84 de fecha 6 de septiembre de 1984. (ver página 208 del libro Estampas Monográficas de Jalapa).
- San Pedro Pinula: 29 de junio, San Pedro Apóstol.
- Mataquescuintla: 25 de julio, Santiago Apóstol.
- San Luis Jilotepeque: 25 de agosto, San Luis IX Rey de Francia.

## Cultura
De tradición mestiza el departamento de Jalapa está ubicado en el centro del territorio oriental, esto lo hace un punto importante de convergencia en la región. En la época prehispánica fue habitado por los grupos étnicos pipil, poqomam y xinca que con el paso de los años se fueron extinguiendo y hoy en día ya no existen en el departamento. En la actualidad predomina el idioma español y una cultura influenciada por las costumbres castellanas y otras influencias europeas de donde surgieron las características culturales del territorio del país que se centran en lo pecuario.

## Arquitectura
Los vestigios de esta herencia española se pueden apreciar en los templos coloniales, que se mantienen como testigos de un pasado arquitectónico esplendoroso. El templo de Santo Domingo, en la aldea del mismo nombre, data del 1550. En 1796 fue demolido y reconstruido con estilo renacentista. Igualmente, la iglesia de San Pedro Pinula se levanta como prueba del gran talento en construcción. Se estima que el templo actual fue terminado a inicios del siglo XVIII y aún mantiene su antigua magnificencia en los murales, las imágenes y la cúpula. 

## Artesanías
- Alfarería
- En San Luís Jilotepeque se produce cerámica pintada.
- Productos de Jarcia
- En el municipio de San Pedro Pinula se fabrican sombreros de palma.

## Gastronomía
- Cocido de Vegetales
- Gallina en Crema
- Pulique de Espinazo
- Quesadilla de Invierno
- Criadillas con Crema
- Chiquiadores
- Caldo de Pollo

## Turismo
- Balneario Agua Tibia
- Laguna del Hoyo
- Volcán Jumay
- Cascadas de Tatasirire
- Balneario Los Chorros.
- Cascadas de Urlanta
- Parque Pino Dulce
- Parque Central

## Costumbres y Tradiciones

### Fiestas Patronales
- Jalapa: celebra su feria titular del 8 al 15 de septiembre, por Acuerdo Gubernativo número 767-84 de fecha 6 de septiembre de 1984. Gracias al señor Alcalde Municipal de la época Mario Edelberto Morales Lorenzana y señor Gobernador Licenciado Romeo Sagarmínaga, quienes elevaron solicitud del pueblo a efecto se acordara oficialmente la feria que se inició con los desfiles patrios desde 1982. (Página 208. Estampas Monográficas de Jalapa. Manuel Villalta.) * Monjas: del 1 al 9 de febrero en honor a la Virgen de Candelaria.
- Mataquescuintla: del 23 al 27 de julio en honor a Santiago Apóstol.